# Mihajlo Ivančević
Mihajlo Ivančević (in serbo Михајло Иванчевић?; Bačka Topola, 7 aprile 1999) è un calciatore serbo, difensore del Lyngby.

## Caratteristiche tecniche
È un difensore centrale.

## Carriera
Cresciuto nel settore giovanile del Brodarac, nel 2019 è stato ceduto allo Spartak Subotica; ha fatto il suo esordio fra i professionisti l'11 agosto 2019 in occasione dell'incontro di Superliga vinto 1-0 contro il Proleter Novi Sad.
Il 21 marzo 2024 è passato ai norvegesi dell'Odd con la formula del prestito.

## Statistiche
Statistiche aggiornate al 27 febbraio 2021.

### Presenze e reti nei club
| Stagione        | Squadra          | Campionato      | Campionato | Campionato | Coppe nazionali | Coppe nazionali | Coppe nazionali | Coppe continentali | Coppe continentali | Coppe continentali | Altre coppe | Altre coppe | Altre coppe | Totale | Totale | Totale |
| Stagione        | Squadra          | Comp            | Pres       | Reti       | Comp            | Pres            | Reti            | Comp               | Pres               | Reti               | Comp        | Pres        | Reti        | Pres   | Reti   |        |
| --------------- | ---------------- | --------------- | ---------- | ---------- | --------------- | --------------- | --------------- | ------------------ | ------------------ | ------------------ | ----------- | ----------- | ----------- | ------ | ------ | ------ |
| 2019-2020       | Spartak Subotica | SL              | 9          | 0          | CS              | 2               | 0               |                    | -                  | -                  |             | -           | -           | 11     | 0      |        |
| 2020-2021       | Spartak Subotica | SL              | 16         | 0          | CS              | 1               | 0               |                    | -                  | -                  |             | -           | -           | 17     | 0      |        |
| Totale carriera | Totale carriera  | Totale carriera | 25         | 0          |                 | 3               | 0               |                    | -                  | -                  |             | -           | -           | 28     | 0      |        |

## Palmarès

### Club

#### Competizioni nazionali
- 1. Division: 1

Odense: 2024-2025